# Єжи Янечек
Єжи Янечек (пол. Jerzy Janeczek; 22 березня 1944 — 11 липня 2021) — польський актор театру, кіно та телебачення.

## Життєпис
Народився 22 березня 1944 року у місті Ітцего, Німеччина. Вивчав акторську майстерність у Кіношколі в Лодзі, яку закінчив 1968 року. Працював в Сучасному театрі у Вроцлаві, Театрі ім. Войцеха Богуславського у Каліші, Балтійському театрі у Кошаліні, а також в Популярному театрі, Театрі на Волі ім. Тадеуша Ломницького та Драматичному театрі у Варшаві. Справжня популярність прийшла з роллю Віті Павляка у кінокомедії «Самі свої» (1967) Сільвестра Хенцинського.
Наприкінці 1980-х років переїхав до США. 2007 року повернувся до Польщі.
Помер 11 липня 2021 року в 77-річному віці.

## Вибрана фільмографія
| Рік  |   | Українська назва         | Оригінальна назва        | Роль                            |
| ---- | - | ------------------------ | ------------------------ | ------------------------------- |
| 1966 | ф | Дон Габріель             | Don Gabriel              | солдат Загубленого Легіону      |
| 1967 | ф | Самі свої                | Sami swoi                | Вітя Павляк                     |
| 1968 | с | Ставка більша за життя   | Stawke większa niż życie | есесовець                       |
| 1969 | ф | Олімпійський факел       | Znicz olimpijski         | Войтек                          |
| 1971 | ф | Кардіограма              | Kardiogram               | Венцківський                    |
| 1973 | ф | Санаторій під клепсидрою | Sanatorium pod Klepsydrą | анархіст                        |
| 1974 | ф | Тут крутих немає         | Nie ma mochnych          | Вітя Павляк                     |
| 1979 | ф | Ранкові зорі             | Gwiazdy poranne          | Вася Рябчук, радянський танкіст |
| 2011 | ф | Кріт                     | Kret                     | Рисек                           |
| 2019 | ф | Наднова                  | Supernova                | батько Міхала                   |